# Wargnies
Wargnies ist eine französische Gemeinde mit 78 Einwohnern (Stand 1. Januar 2022) im Département Somme in der Region Hauts-de-France. Sie gehört zum Arrondissement Amiens, zum Kanton Corbie.

## Geografie
Wargnies liegt in Nordfrankreich, 16 Kilometer nordwestlich von Amiens, dem Sitz der Präfektur der Region Picardie und des Départements Somme. Nachbargemeinden von Wargnies sind Havernas im Westen, Naours im Osten, Flesselles im Südosten und Vignacourt im Südwesten. Das Gemeindegebiet umfasst 282 Hektar, die mittlere Höhe beträgt 101 Meter über dem Meeresspiegel, die Mairie steht auf einer Höhe von 74 Metern.
Wargnies ist einer Klimazone des Typs Cfb (nach Köppen und Geiger) zugeordnet: Warmgemäßigtes Regenklima (C), vollfeucht (f), wärmster Monat unter 22 °C, mindestens vier Monate über 10 °C (b). Es herrscht Seeklima mit gemäßigtem Sommer.

## Bevölkerungsentwicklung
- 1962: 54
- 1968: 56
- 1975: 61
- 1982: 73
- 1990: 84
- 1999: 88
- 2006: 85

## Sehenswürdigkeiten
Das Schloss Wargnies befindet sich im Privatbesitz, es ist aber für Besucher geöffnet. Zu dem Schloss gehört ein Ziergarten.

## Lokale Produkte
Auf dem Gemeindegebiet gelten kontrollierte Herkunftsbezeichnungen (AOC) für Lammfleisch (Prés-salés de la baie de Somme). Die Lämmer weiden auf salzigen Wiesen an der Somme-Bucht.